# Эльсниц, Антон Франц
Антон Франц барон фон Эльсниц (нем. Anton Franz Freiherr von Elsnitz, 28 сентября 1746, Вена — 31 декабря 1825, Энцерсдорф) — австрийский военный, фельдмаршал-лейтенант.
Антон Эльсниц поступил на службу в Императорский пехотный полк № 59 1 июня 1763 года и в том же году стал подпоручиком. В 1766 году перевелся в кирасирский полк, где в 1775 году был произведен в капитаны, 21 июля 1778 года — в капитаны, а в ноябре 1786 года — в майоры. 20 марта 1790 г. произведен в подполковники, а 7 декабря 1792 г. в полковники драгунского полка «Барон Карачай».
В Войне за баварское наследство (1778/79) и в войне с турками (1787-1790) служил в составе 18-го шеволежерского полка. Осенью 1789 года участвовал в осаде Белграда. 
В 1793 году он двинулся со своим кавалерийским полком в Австрийские Нидерланды, чтобы присоединиться к основной армии под командованием князя Фридриха Иозиаса фон Саксен-Кобург-Заальфельд. 23 июля 1793 года он проявил себя в набеге на неприятельский лагерь, располагавшийся между Камбре и Уази. Его полк сражался в битве при Неервиндене 18 марта 1793 года и принимали участие в осаде Дюнкерка с 24 августа по 8 сентября. В 1794 году он принял участие в осаде Ландреси (апрель), сражениях при Туркуэне (май), Турне (22 мая) и 26 июня в решающей битве при Флерюсе. В следующем году его полк сражался на Верхнем Рейне. С 23 октября по 13 ноября 1795 года его кавалерия преследовала побежденных французов до Тельхейма после их поражения под Майнцем. 
4 марта 1796 года он был произведён в генерал-майоры и служил в корпусе генерала Вартенслебена в основной армии эрцгерцога Карла. Он принял участие в сражении при Вюрцбурге в начале сентября 1796 года в качестве командира смешанной бригады на правом берегу Майна, которая наблюдала за движением французов из района Швайнфурта к северу от поля сражения. После победы под Вюрцбургом его бригада преследовала французов и отличилась 16/17 сентября в бою при Гиссене.
В 1799 году Эльсниц служил в северной Италии. Бригады Эльсница и Готтесхейма с середины марта были заняты обороной Пастренго, где 26 марта он потерпел поражение от французов. Затем его бригада принимала участие в сражении при Вероне 26 и 30 марта и в районе Мантуи 18 мая и 7 августа. 2 октября 1799 года Эльсниц был произведен в фельдмаршал-лейтенанты и служил в дивизии Кайма. В начале ноября 1799 года он навел мост через Стуру у Кастеллетто и смог изгнать противника из Ронки и продвинуться к крепости Кони, что способствовало победе основной армии Меласа при Женола. 
В начале 1800 года он командовал собственной дивизией на Генуэзской Ривьере и в Валь-де-Вадо. 12 апреля он разбил французские войска под командованием Сюше у Сан-Джакомо, а 7 мая — отряды генерала Кравеля у подножия Монте-Каро, где было взято в плен более 1000 человек. В конце мая 1800 года Эльсниц действовал в секторе Вар, возглавляя кавалерийскую дивизию, развернутую под командованием Гадика во время битвы при Маренго (14 июня). 
Уволен в запас в сентябре 1800 г., назначен инспектором по перемонтировке 15 сентября 1802 г. С этой должности, которую он занимал до конца 1809 г., он вышел в отставку после 47 лет службы и умер в возрасте 79 лет в 1825 г. в своем доме  близ Энцерсдорфа в Нижней Австрии.